# 이종암
이종암(李鍾巖, 1896년 1월 12일 ~ 1930년 5월 28일)은 대한제국의 항일 독립운동가이다. 본관은 하빈(河濱), 호(號)는 남산(南山)·산남(山南)·부재(溥齋)·보재(潽齋)·우강(雩岡)·운강(雲岡). 중화민국 거주 시절 사용한 중국어 가명은 량젠하오(梁健浩)이다.

## 주요 이력

### 출생, 그리고 어린 시절과 성장
경상북도 대구(慶尙北道 大邱) 동구 출생인 그는 1908년 경상북도 대구보통학교(慶尙北道 大邱普通學校)를 졸업하고 1910년 경상북도 대구고등농림학교(慶尙北道 大邱高等普農林學校) 전퇴를 거쳐 경상남도 부산고등상업학교(慶尙南道 釜山高等商業學校)에 전입을 하여 다니다가 결국 1913년 끝내 부산고등상업학교 중퇴를 한 그는 1915년 12월, 경상북도 대구은행(慶尙北道 大邱銀行)에 은행원으로 취직한 그는 출납계주임(出納係主任)이 되어 금고 열쇠를 맡아 대구은행(大邱銀行)에서 두 해 남짓 재직하였고 1917년 2월, 경상북도 대구은행 직원 사퇴를 하였다.

### 대한 독립 운동
1917년 2월, 경상북도 대구은행 행원 사직한 그는 대한 독립 운동을 하기로 결심하여 1917년 5월, 중화민국 둥베이 지방을 왕래하며 대한 독립 운동에 뜻을 둔 동지와 함께 대한 조국 광복 투쟁을 결의, 비밀결사(秘密結社)를 조직하여 경상남도 밀양에 거주하던 김대지(金大池)·구영필(具榮泌) 등의 동지를 얻었다. 그 후 그는 1917년 12월, 부산연합은행 금고 속에 있는 만 구백원의 돈을 꺼내, 동지들과 함께 처음에는 원래 미주(美洲) 국가로 유학코자 하였으나 제1차 세계 대전으로 인하여 뜻을 이루지 못하고 중화민국 장쑤 성 상하이(上海)를 거쳐 중화민국 둥베이 지방 지린 성 지린으로 갔다. 특히 둥베이 지방에서 그는 지린 성 닝안 현 둥징청(吉林省 寧安縣 東京城)의 간민소학교(墾民小學校)에 급사 직으로써 주소를 두고 1918년 2월에는 중화민국 둥베이 지방 펑톈 성 퉁화 현(奉天省 通化縣)에 있는 무관학교(武官學校)에 입학하였다. 이어 1919년 3·1 대한 독립 만세 운동이 발발하자, 직접 대한 독립 운동에 참여하기 위하여 교관인 서상락(徐相洛) 등의 동의를 얻어 무관학교를 그만두었다.이어 1919년 11월 9일 길림성 파호문(巴虎門) 밖에서 김원봉(金元鳳)·이성우(李誠宇)·황상규(黃尙奎) 등과 함께 의열단(義烈團)을 조직하였으며 그와 김원봉은 상해(上海)로 가서 불란서 조계(租界)에 사는 김성근(金聲根)에게 폭탄제조방법을 습득하였다. 그리고 의열단원 곽재기(郭在驥)·이성우(李誠宇) 등은 중화민국 장쑤 성 상하이에서 폭탄과 권총을 구입하여 이를 국내로 반입하여 앞으로 있을 거사에 대비하였다. 이종암이 대구은행에서 가져온 돈은 이러한 의열단의 활동 관련 자금으로 유용하게 쓰여졌고, 그 일부는 동지인 구영필(具榮泌)에게 전해져 중화민국 둥베이 지방 펑톈 성 펑톈(奉天)의 비밀 결사 단체인 삼광상회(三光商會)를 설치하는 자본금으로 쓰여졌다고 한다. 1922년 3월 그는 김원봉·김익상(金益相)·오성륜(吳成崙) 등과 함께 필리핀 수도 마닐라에서 중화민국 장쑤 성 상하이로 오는 일본 육군 대장 다나카 요시이치(田中義一) 장군을 처단하기로 결정하고 다나카(田中) 장군이 1922년 3월 28일 상하이에 상륙할 때 다나카를 처치하되 만일에 차질이 생기면 중화민국 주재 일본 영사관 관저에서 있을 예정인 연회식 때 거사하기로 결정하였다. 그는 거사 당일 다나카 장군이 상하이의 세관 부두로 상륙하자, 세관 부두에 김익상과 오성륜 동지가 배치되었으므로 그는 거사의 성공을 빌며 소식을 기다렸으나, 불행히도 다나카 암살은 실패하고 두 동지만 일경에게 피체되고 말았다. 1925년 9월 재정 관련 사정의 궁핍으로 활동이 힘들어지자 그는 대한제국 국내에서 군자금을 모을 계획을 세우고, 선전용으로 신채호(申采浩)가 작성한 의열단 선언서(義烈團 宣言書, 일명 朝鮮革命宣言書)를 지참하고 경상북도 대구로 잠입하였다. 그곳에서 이병호(李丙浩)의 안내를 받고 이병태(李丙泰)를 만나 자신이 지난날 부산금융조합(釜山金融組合)에 예금한 돈을 받기로 하였다. 그런데 이때 이미 일제 경찰의 추적을 받고, 그가 잠시 요양중이던 경상북도 달성군 달성면(慶尙北道 達城郡 達城面) 소재 이기양(李起陽)의 산장에서 1925년 11월 5일을 기하여 일경에 피체되고 말았다. 결국 그는 1926년 12월 28일을 기하여 대구지방법원에서 징역 13년형을 언도받고 옥고를 치르던 중 1930년 5월 28일을 기하여 대구형무소에서 병으로 옥사하였다.

## 사후
대한민국 정부에서는 고인의 공훈을 기리고자 1962년 6월 6일을 기하여 대한민국 건국훈장 독립장을 추서하였다.